# بردان (سردشت)
بردان هي قرية في مقاطعة سردشت، إيران. عدد سكان هذه القرية هو 23 في سنة 2006.